# 越南县级以上行政区列表

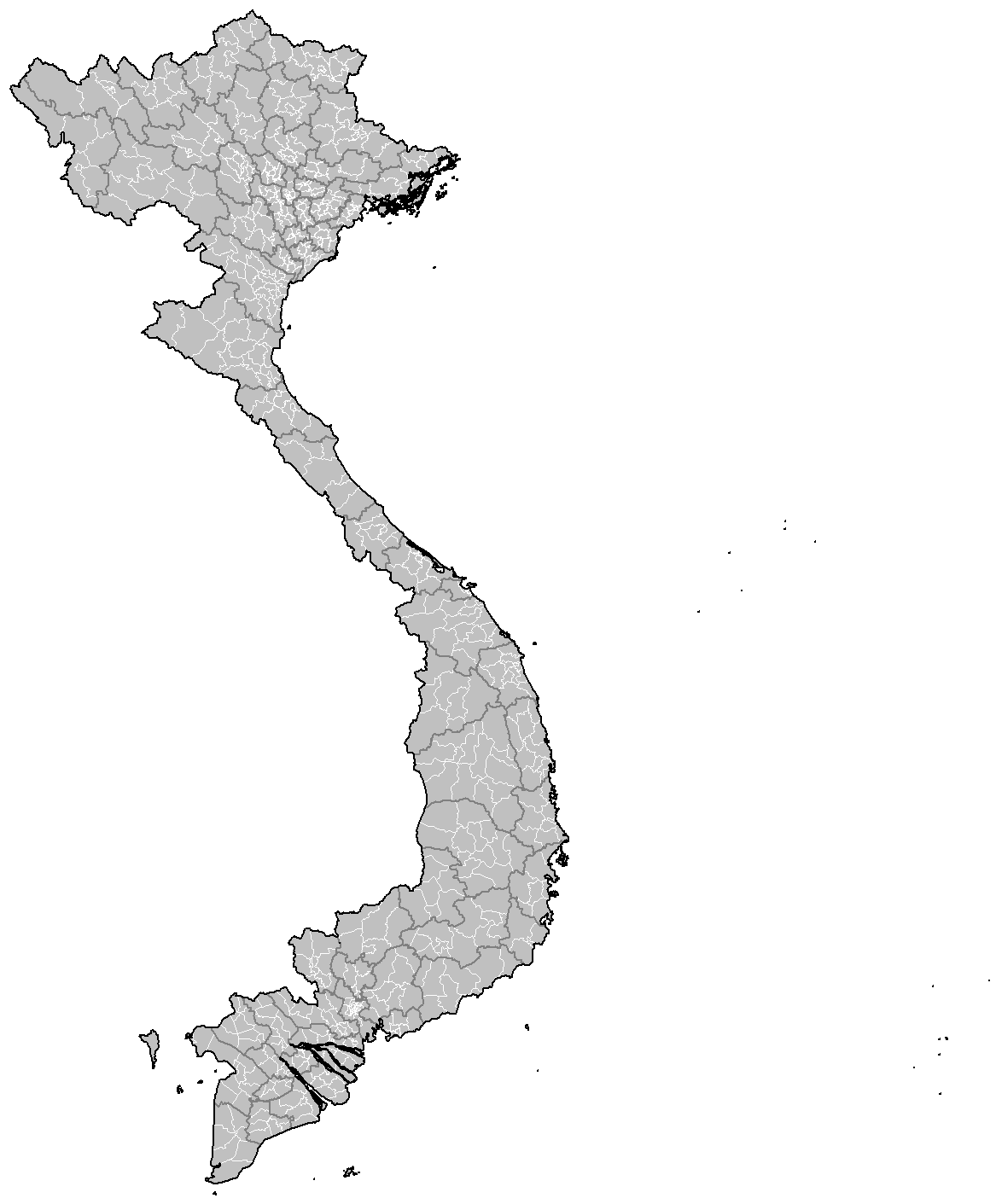
越南县级以上的行政区划分区图

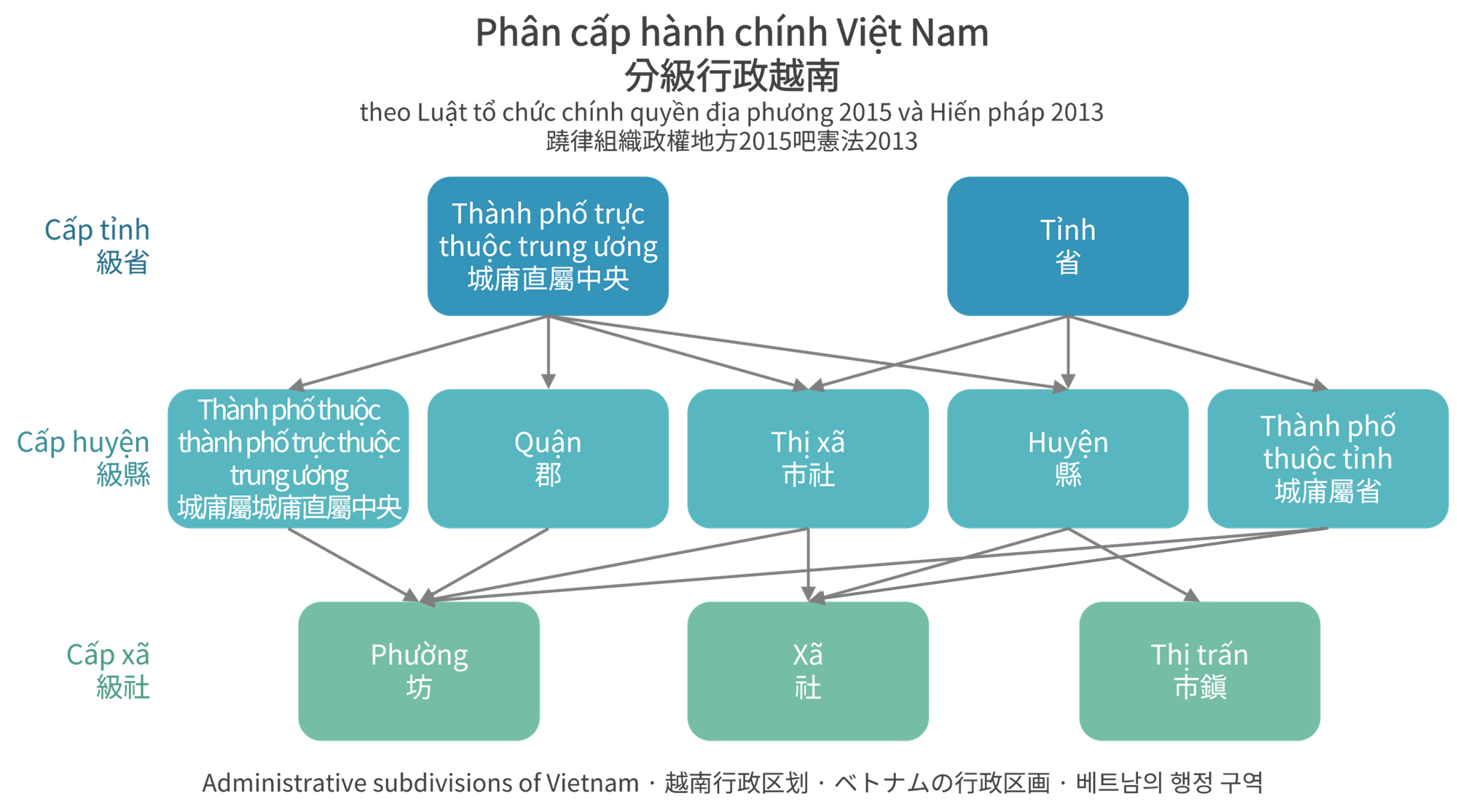
1992年憲法確立的越南行政分區。現今越南5個直轄市除了河内均沒有下轄市社。

以下为越南2025年6月废止县级政区、合并省级政区前，县级以上行政区列表：

## 一级行政区
| 越南行政区划图 | 中文名稱 | 越南文名稱 | 行政駐地    | 面積（km2） | 人口       |
| --- | -------- | ---------- | ----------- | ----------- | ---------- |
| 萊州省 老街省 高平省 諒山省 宣 · 光 · 省 奠 · 邊 · 省 山羅省 富 · 壽 · 省 太 · 原 · 省 河內市 北寧省 廣寧省 海防市 興安省 寧平省 清化省 乂安省 河靜省 廣治省 順化市 岘港市 廣義省 嘉萊省 多樂省 慶 · 和 · 省 林同省 同 · 奈 · 省 胡志明市 西 · 寧 · 省 同塔省 安江省 金甌省 芹苴市 永隆省 | 安江省   |            | 迪石坊      | 9,888.91    | 4,952,238  |
| 萊州省 老街省 高平省 諒山省 宣 · 光 · 省 奠 · 邊 · 省 山羅省 富 · 壽 · 省 太 · 原 · 省 河內市 北寧省 廣寧省 海防市 興安省 寧平省 清化省 乂安省 河靜省 廣治省 順化市 岘港市 廣義省 嘉萊省 多樂省 慶 · 和 · 省 林同省 同 · 奈 · 省 胡志明市 西 · 寧 · 省 同塔省 安江省 金甌省 芹苴市 永隆省 | 北寧省   |            | 北江坊      | 4,718.60    | 3,619,433  |
| 萊州省 老街省 高平省 諒山省 宣 · 光 · 省 奠 · 邊 · 省 山羅省 富 · 壽 · 省 太 · 原 · 省 河內市 北寧省 廣寧省 海防市 興安省 寧平省 清化省 乂安省 河靜省 廣治省 順化市 岘港市 廣義省 嘉萊省 多樂省 慶 · 和 · 省 林同省 同 · 奈 · 省 胡志明市 西 · 寧 · 省 同塔省 安江省 金甌省 芹苴市 永隆省 | 金甌省   |            | 新城坊      | 7,942.39    | 2,606,672  |
| 萊州省 老街省 高平省 諒山省 宣 · 光 · 省 奠 · 邊 · 省 山羅省 富 · 壽 · 省 太 · 原 · 省 河內市 北寧省 廣寧省 海防市 興安省 寧平省 清化省 乂安省 河靜省 廣治省 順化市 岘港市 廣義省 嘉萊省 多樂省 慶 · 和 · 省 林同省 同 · 奈 · 省 胡志明市 西 · 寧 · 省 同塔省 安江省 金甌省 芹苴市 永隆省 | 芹苴市   |            | 寧橋坊      | 6,360.83    | 4,199,824  |
| 萊州省 老街省 高平省 諒山省 宣 · 光 · 省 奠 · 邊 · 省 山羅省 富 · 壽 · 省 太 · 原 · 省 河內市 北寧省 廣寧省 海防市 興安省 寧平省 清化省 乂安省 河靜省 廣治省 順化市 岘港市 廣義省 嘉萊省 多樂省 慶 · 和 · 省 林同省 同 · 奈 · 省 胡志明市 西 · 寧 · 省 同塔省 安江省 金甌省 芹苴市 永隆省 | 高平省   |            | 蜀泮坊      | 6,700.39    | 573,119    |
| 萊州省 老街省 高平省 諒山省 宣 · 光 · 省 奠 · 邊 · 省 山羅省 富 · 壽 · 省 太 · 原 · 省 河內市 北寧省 廣寧省 海防市 興安省 寧平省 清化省 乂安省 河靜省 廣治省 順化市 岘港市 廣義省 嘉萊省 多樂省 慶 · 和 · 省 林同省 同 · 奈 · 省 胡志明市 西 · 寧 · 省 同塔省 安江省 金甌省 芹苴市 永隆省 | 多樂省   |            | 邦美蜀坊    | 18,096.40   | 3,346,853  |
| 萊州省 老街省 高平省 諒山省 宣 · 光 · 省 奠 · 邊 · 省 山羅省 富 · 壽 · 省 太 · 原 · 省 河內市 北寧省 廣寧省 海防市 興安省 寧平省 清化省 乂安省 河靜省 廣治省 順化市 岘港市 廣義省 嘉萊省 多樂省 慶 · 和 · 省 林同省 同 · 奈 · 省 胡志明市 西 · 寧 · 省 同塔省 安江省 金甌省 芹苴市 永隆省 | 峴港市   |            | 海洲坊      | 11,859.59   | 3,065,628  |
| 萊州省 老街省 高平省 諒山省 宣 · 光 · 省 奠 · 邊 · 省 山羅省 富 · 壽 · 省 太 · 原 · 省 河內市 北寧省 廣寧省 海防市 興安省 寧平省 清化省 乂安省 河靜省 廣治省 順化市 岘港市 廣義省 嘉萊省 多樂省 慶 · 和 · 省 林同省 同 · 奈 · 省 胡志明市 西 · 寧 · 省 同塔省 安江省 金甌省 芹苴市 永隆省 | 奠邊省   |            | 奠邊府坊    | 9,539.93    | 673,091    |
| 萊州省 老街省 高平省 諒山省 宣 · 光 · 省 奠 · 邊 · 省 山羅省 富 · 壽 · 省 太 · 原 · 省 河內市 北寧省 廣寧省 海防市 興安省 寧平省 清化省 乂安省 河靜省 廣治省 順化市 岘港市 廣義省 嘉萊省 多樂省 慶 · 和 · 省 林同省 同 · 奈 · 省 胡志明市 西 · 寧 · 省 同塔省 安江省 金甌省 芹苴市 永隆省 | 同奈省   |            | 鎮邊坊      | 12,737.18   | 4,491,408  |
| 萊州省 老街省 高平省 諒山省 宣 · 光 · 省 奠 · 邊 · 省 山羅省 富 · 壽 · 省 太 · 原 · 省 河內市 北寧省 廣寧省 海防市 興安省 寧平省 清化省 乂安省 河靜省 廣治省 順化市 岘港市 廣義省 嘉萊省 多樂省 慶 · 和 · 省 林同省 同 · 奈 · 省 胡志明市 西 · 寧 · 省 同塔省 安江省 金甌省 芹苴市 永隆省 | 同塔省   |            | 美湫坊      | 5,938.64    | 4,370,046  |
| 萊州省 老街省 高平省 諒山省 宣 · 光 · 省 奠 · 邊 · 省 山羅省 富 · 壽 · 省 太 · 原 · 省 河內市 北寧省 廣寧省 海防市 興安省 寧平省 清化省 乂安省 河靜省 廣治省 順化市 岘港市 廣義省 嘉萊省 多樂省 慶 · 和 · 省 林同省 同 · 奈 · 省 胡志明市 西 · 寧 · 省 同塔省 安江省 金甌省 芹苴市 永隆省 | 嘉萊省   |            | 歸仁坊      | 21,576.53   | 3,583,693  |
| 萊州省 老街省 高平省 諒山省 宣 · 光 · 省 奠 · 邊 · 省 山羅省 富 · 壽 · 省 太 · 原 · 省 河內市 北寧省 廣寧省 海防市 興安省 寧平省 清化省 乂安省 河靜省 廣治省 順化市 岘港市 廣義省 嘉萊省 多樂省 慶 · 和 · 省 林同省 同 · 奈 · 省 胡志明市 西 · 寧 · 省 同塔省 安江省 金甌省 芹苴市 永隆省 | 海防市   |            | 鴻龐坊      | 3,194.72    | 4,664,124  |
| 萊州省 老街省 高平省 諒山省 宣 · 光 · 省 奠 · 邊 · 省 山羅省 富 · 壽 · 省 太 · 原 · 省 河內市 北寧省 廣寧省 海防市 興安省 寧平省 清化省 乂安省 河靜省 廣治省 順化市 岘港市 廣義省 嘉萊省 多樂省 慶 · 和 · 省 林同省 同 · 奈 · 省 胡志明市 西 · 寧 · 省 同塔省 安江省 金甌省 芹苴市 永隆省 | 河內市   |            | 還劍坊      | 3,359.84    | 8,807,523  |
| 萊州省 老街省 高平省 諒山省 宣 · 光 · 省 奠 · 邊 · 省 山羅省 富 · 壽 · 省 太 · 原 · 省 河內市 北寧省 廣寧省 海防市 興安省 寧平省 清化省 乂安省 河靜省 廣治省 順化市 岘港市 廣義省 嘉萊省 多樂省 慶 · 和 · 省 林同省 同 · 奈 · 省 胡志明市 西 · 寧 · 省 同塔省 安江省 金甌省 芹苴市 永隆省 | 河靜省   |            | 蓮城坊      | 5,994.45    | 1,622,901  |
| 萊州省 老街省 高平省 諒山省 宣 · 光 · 省 奠 · 邊 · 省 山羅省 富 · 壽 · 省 太 · 原 · 省 河內市 北寧省 廣寧省 海防市 興安省 寧平省 清化省 乂安省 河靜省 廣治省 順化市 岘港市 廣義省 嘉萊省 多樂省 慶 · 和 · 省 林同省 同 · 奈 · 省 胡志明市 西 · 寧 · 省 同塔省 安江省 金甌省 芹苴市 永隆省 | 胡志明市 |            | 西貢坊      | 6,772.59    | 14,002,598 |
| 萊州省 老街省 高平省 諒山省 宣 · 光 · 省 奠 · 邊 · 省 山羅省 富 · 壽 · 省 太 · 原 · 省 河內市 北寧省 廣寧省 海防市 興安省 寧平省 清化省 乂安省 河靜省 廣治省 順化市 岘港市 廣義省 嘉萊省 多樂省 慶 · 和 · 省 林同省 同 · 奈 · 省 胡志明市 西 · 寧 · 省 同塔省 安江省 金甌省 芹苴市 永隆省 | 順化市   |            | 順化坊      | 4,947.11    | 1,432,986  |
| 萊州省 老街省 高平省 諒山省 宣 · 光 · 省 奠 · 邊 · 省 山羅省 富 · 壽 · 省 太 · 原 · 省 河內市 北寧省 廣寧省 海防市 興安省 寧平省 清化省 乂安省 河靜省 廣治省 順化市 岘港市 廣義省 嘉萊省 多樂省 慶 · 和 · 省 林同省 同 · 奈 · 省 胡志明市 西 · 寧 · 省 同塔省 安江省 金甌省 芹苴市 永隆省 | 興安省   |            | 庯憲坊      | 2,514.81    | 3,567,943  |
| 萊州省 老街省 高平省 諒山省 宣 · 光 · 省 奠 · 邊 · 省 山羅省 富 · 壽 · 省 太 · 原 · 省 河內市 北寧省 廣寧省 海防市 興安省 寧平省 清化省 乂安省 河靜省 廣治省 順化市 岘港市 廣義省 嘉萊省 多樂省 慶 · 和 · 省 林同省 同 · 奈 · 省 胡志明市 西 · 寧 · 省 同塔省 安江省 金甌省 芹苴市 永隆省 | 慶和省   |            | 芽莊坊      | 8,555.86    | 2,243,554  |
| 萊州省 老街省 高平省 諒山省 宣 · 光 · 省 奠 · 邊 · 省 山羅省 富 · 壽 · 省 太 · 原 · 省 河內市 北寧省 廣寧省 海防市 興安省 寧平省 清化省 乂安省 河靜省 廣治省 順化市 岘港市 廣義省 嘉萊省 多樂省 慶 · 和 · 省 林同省 同 · 奈 · 省 胡志明市 西 · 寧 · 省 同塔省 安江省 金甌省 芹苴市 永隆省 | 萊州省   |            | 新豐坊      | 9,068.73    | 512,601    |
| 萊州省 老街省 高平省 諒山省 宣 · 光 · 省 奠 · 邊 · 省 山羅省 富 · 壽 · 省 太 · 原 · 省 河內市 北寧省 廣寧省 海防市 興安省 寧平省 清化省 乂安省 河靜省 廣治省 順化市 岘港市 廣義省 嘉萊省 多樂省 慶 · 和 · 省 林同省 同 · 奈 · 省 胡志明市 西 · 寧 · 省 同塔省 安江省 金甌省 芹苴市 永隆省 | 林同省   |            | 春香-大叻坊 | 24,233.07   | 3,872,999  |
| 萊州省 老街省 高平省 諒山省 宣 · 光 · 省 奠 · 邊 · 省 山羅省 富 · 壽 · 省 太 · 原 · 省 河內市 北寧省 廣寧省 海防市 興安省 寧平省 清化省 乂安省 河靜省 廣治省 順化市 岘港市 廣義省 嘉萊省 多樂省 慶 · 和 · 省 林同省 同 · 奈 · 省 胡志明市 西 · 寧 · 省 同塔省 安江省 金甌省 芹苴市 永隆省 | 諒山省   |            | 梁文知坊    | 8,310.18    | 881,384    |
| 萊州省 老街省 高平省 諒山省 宣 · 光 · 省 奠 · 邊 · 省 山羅省 富 · 壽 · 省 太 · 原 · 省 河內市 北寧省 廣寧省 海防市 興安省 寧平省 清化省 乂安省 河靜省 廣治省 順化市 岘港市 廣義省 嘉萊省 多樂省 慶 · 和 · 省 林同省 同 · 奈 · 省 胡志明市 西 · 寧 · 省 同塔省 安江省 金甌省 芹苴市 永隆省 | 老街省   |            | 安沛坊      | 13,256.92   | 1,778,785  |
| 萊州省 老街省 高平省 諒山省 宣 · 光 · 省 奠 · 邊 · 省 山羅省 富 · 壽 · 省 太 · 原 · 省 河內市 北寧省 廣寧省 海防市 興安省 寧平省 清化省 乂安省 河靜省 廣治省 順化市 岘港市 廣義省 嘉萊省 多樂省 慶 · 和 · 省 林同省 同 · 奈 · 省 胡志明市 西 · 寧 · 省 同塔省 安江省 金甌省 芹苴市 永隆省 | 乂安省   |            | 場榮坊      | 16,486.50   | 3,831,694  |
| 萊州省 老街省 高平省 諒山省 宣 · 光 · 省 奠 · 邊 · 省 山羅省 富 · 壽 · 省 太 · 原 · 省 河內市 北寧省 廣寧省 海防市 興安省 寧平省 清化省 乂安省 河靜省 廣治省 順化市 岘港市 廣義省 嘉萊省 多樂省 慶 · 和 · 省 林同省 同 · 奈 · 省 胡志明市 西 · 寧 · 省 同塔省 安江省 金甌省 芹苴市 永隆省 | 寧平省   |            | 华闾坊      | 3,942.62    | 4,412,264  |
| 萊州省 老街省 高平省 諒山省 宣 · 光 · 省 奠 · 邊 · 省 山羅省 富 · 壽 · 省 太 · 原 · 省 河內市 北寧省 廣寧省 海防市 興安省 寧平省 清化省 乂安省 河靜省 廣治省 順化市 岘港市 廣義省 嘉萊省 多樂省 慶 · 和 · 省 林同省 同 · 奈 · 省 胡志明市 西 · 寧 · 省 同塔省 安江省 金甌省 芹苴市 永隆省 | 富壽省   |            | 越池坊      | 9,361.38    | 4,022,638  |
| 萊州省 老街省 高平省 諒山省 宣 · 光 · 省 奠 · 邊 · 省 山羅省 富 · 壽 · 省 太 · 原 · 省 河內市 北寧省 廣寧省 海防市 興安省 寧平省 清化省 乂安省 河靜省 廣治省 順化市 岘港市 廣義省 嘉萊省 多樂省 慶 · 和 · 省 林同省 同 · 奈 · 省 胡志明市 西 · 寧 · 省 同塔省 安江省 金甌省 芹苴市 永隆省 | 廣義省   |            | 錦城坊      | 14,832.55   | 2,161,755  |
| 萊州省 老街省 高平省 諒山省 宣 · 光 · 省 奠 · 邊 · 省 山羅省 富 · 壽 · 省 太 · 原 · 省 河內市 北寧省 廣寧省 海防市 興安省 寧平省 清化省 乂安省 河靜省 廣治省 順化市 岘港市 廣義省 嘉萊省 多樂省 慶 · 和 · 省 林同省 同 · 奈 · 省 胡志明市 西 · 寧 · 省 同塔省 安江省 金甌省 芹苴市 永隆省 | 廣寧省   |            | 下龍坊      | 6,207.95    | 1,497,447  |
| 萊州省 老街省 高平省 諒山省 宣 · 光 · 省 奠 · 邊 · 省 山羅省 富 · 壽 · 省 太 · 原 · 省 河內市 北寧省 廣寧省 海防市 興安省 寧平省 清化省 乂安省 河靜省 廣治省 順化市 岘港市 廣義省 嘉萊省 多樂省 慶 · 和 · 省 林同省 同 · 奈 · 省 胡志明市 西 · 寧 · 省 同塔省 安江省 金甌省 芹苴市 永隆省 | 廣治省   |            | 洞海坊      | 12,700.00   | 1,870,845  |
| 萊州省 老街省 高平省 諒山省 宣 · 光 · 省 奠 · 邊 · 省 山羅省 富 · 壽 · 省 太 · 原 · 省 河內市 北寧省 廣寧省 海防市 興安省 寧平省 清化省 乂安省 河靜省 廣治省 順化市 岘港市 廣義省 嘉萊省 多樂省 慶 · 和 · 省 林同省 同 · 奈 · 省 胡志明市 西 · 寧 · 省 同塔省 安江省 金甌省 芹苴市 永隆省 | 山罗省   |            | 呈核坊      | 14,108.89   | 1,404,587  |
| 萊州省 老街省 高平省 諒山省 宣 · 光 · 省 奠 · 邊 · 省 山羅省 富 · 壽 · 省 太 · 原 · 省 河內市 北寧省 廣寧省 海防市 興安省 寧平省 清化省 乂安省 河靜省 廣治省 順化市 岘港市 廣義省 嘉萊省 多樂省 慶 · 和 · 省 林同省 同 · 奈 · 省 胡志明市 西 · 寧 · 省 同塔省 安江省 金甌省 芹苴市 永隆省 | 西寧省   |            | 隆安坊      | 8,536.44    | 3,254,170  |
| 萊州省 老街省 高平省 諒山省 宣 · 光 · 省 奠 · 邊 · 省 山羅省 富 · 壽 · 省 太 · 原 · 省 河內市 北寧省 廣寧省 海防市 興安省 寧平省 清化省 乂安省 河靜省 廣治省 順化市 岘港市 廣義省 嘉萊省 多樂省 慶 · 和 · 省 林同省 同 · 奈 · 省 胡志明市 西 · 寧 · 省 同塔省 安江省 金甌省 芹苴市 永隆省 | 太原省   |            | 潘廷逢坊    | 8,375.21    | 1,799,489  |
| 萊州省 老街省 高平省 諒山省 宣 · 光 · 省 奠 · 邊 · 省 山羅省 富 · 壽 · 省 太 · 原 · 省 河內市 北寧省 廣寧省 海防市 興安省 寧平省 清化省 乂安省 河靜省 廣治省 順化市 岘港市 廣義省 嘉萊省 多樂省 慶 · 和 · 省 林同省 同 · 奈 · 省 胡志明市 西 · 寧 · 省 同塔省 安江省 金甌省 芹苴市 永隆省 | 清化省   |            | 鹤城坊      | 11,114.71   | 4,324,783  |
| 萊州省 老街省 高平省 諒山省 宣 · 光 · 省 奠 · 邊 · 省 山羅省 富 · 壽 · 省 太 · 原 · 省 河內市 北寧省 廣寧省 海防市 興安省 寧平省 清化省 乂安省 河靜省 廣治省 順化市 岘港市 廣義省 嘉萊省 多樂省 慶 · 和 · 省 林同省 同 · 奈 · 省 胡志明市 西 · 寧 · 省 同塔省 安江省 金甌省 芹苴市 永隆省 | 宣光省   |            | 明春坊      | 13,795.50   | 1,865,270  |
| 萊州省 老街省 高平省 諒山省 宣 · 光 · 省 奠 · 邊 · 省 山羅省 富 · 壽 · 省 太 · 原 · 省 河內市 北寧省 廣寧省 海防市 興安省 寧平省 清化省 乂安省 河靜省 廣治省 順化市 岘港市 廣義省 嘉萊省 多樂省 慶 · 和 · 省 林同省 同 · 奈 · 省 胡志明市 西 · 寧 · 省 同塔省 安江省 金甌省 芹苴市 永隆省 | 永隆省   |            | 隆洲坊      | 6,296.20    | 4,257,581  |

### 直辖市
- 河內市（首都）
- 胡志明市
- 海防市
- 岘港市
- 芹苴市
- 顺化市

### 西北部
- 奠邊省
- 萊州省
- 山羅省
- 和平省
- 老街省
- 安沛省

### 東北部
- 北江省
- 北𣴓省
- 高平省
- 河江省
- 諒山省
- 富壽省
- 廣寧省
- 太原省
- 宣光省

### 紅河三角洲
- 北寧省
- 河南省
- 海陽省
- 興安省
- 南定省
- 寧平省
- 太平省
- 永福省

### 北中部
- 清化省
- 乂安省
- 河靜省
- 廣平省
- 廣治省

### 南中部
- 廣南省
- 廣義省
- 平定省
- 富安省
- 慶和省
- 寧順省
- 平順省

### 西原
- 多樂省
- 得農省
- 嘉萊省
- 崑嵩省
- 林同省

### 東南部
- 同奈省
- 平陽省
- 平福省
- 巴地頭頓省
- 西寧省

### 九龍江三角洲
- 安江省
- 同塔省
- 隆安省
- 前江省
- 永隆省
- 檳椥省
- 茶榮省
- 朔莊省
- 後江省
- 薄寮省
- 金甌省
- 堅江省

## 二级行政区

### 河内市

#### 郡
- 巴亭郡
- 北慈廉郡
- 紙橋郡
- 棟多郡
- 河東郡
- 二徵夫人郡
- 還劍郡
- 黃梅郡
- 龍編郡
- 南慈廉郡
- 西湖郡
- 青春郡

#### 市社
- 山西市社

#### 縣
- 巴位县
- 彰美縣
- 丹鳳縣
- 東英縣
- 嘉林縣
- 懷德縣
- 麊泠縣
- 美德縣
- 富川縣
- 福壽縣
- 國威縣
- 朔山縣
- 石室縣
- 青威縣
- 青池县
- 常信縣
- 應和縣

### 胡志明市

#### 郡
- 第一郡
- 第三郡
- 第四郡
- 第五郡
- 第六郡
- 第七郡
- 第八郡
- 第十郡
- 第十一郡
- 第十二郡
- 平新郡
- 平盛郡
- 旧邑郡
- 富润郡
- 新平郡
- 新富郡

#### 市辖市
- 守德市

#### 县
- 平政县
- 芹蒢县
- 纠支县
- 旭门县
- 茹𦨭县

### 海防市

#### 郡
- 安阳郡
- 阳京郡
- 涂山郡
- 海安郡
- 鸿庞郡
- 建安郡
- 黎真郡
- 吴权郡

#### 市辖市
- 水源市

#### 县
- 安老县
- 白龙尾县
- 葛海县
- 建瑞县
- 先朗县
- 永保县

### 岘港市

#### 郡
- 锦荔郡
- 海洲郡
- 莲沼郡
- 五行山郡
- 山茶郡
- 清溪郡

#### 县
- 和荣县
- 黄沙县（西沙群島，爭議領土）

### 芹苴市

#### 郡
- 平水郡
- 丐𪘵郡
- 寧橋郡
- 乌门郡
- 禿衂郡

#### 县
- 红旗县
- 丰田县
- 泰来县
- 永盛县

### 顺化市

#### 郡
- 顺化郡
- 富春郡

#### 市社
- 香水市社
- 香茶市社
- 丰田市社

#### 县
- 阿雷縣
- 富祿縣
- 富榮縣
- 廣田縣

### 安江省

#### 省辖市
- 龍川市
- 朱篤市

#### 市社
- 新洲市社
- 静边市社

#### 县
- 安富縣
- 周富县
- 周城县
- 𢄂买县
- 富新县
- 瑞山縣
- 知宗县

### 巴地头顿省

#### 省辖市
- 頭頓市
- 巴地市
- 富美市

#### 县
- 周德县
- 崑島縣
- 隆坦县
- 川木县

### 薄寮省

#### 省辖市
- 薄寮市

#### 市社
- 架涞市社

#### 县
- 东海县
- 和平县
- 洪民县
- 福隆县
- 永利县

### 北江省

#### 省辖市
- 北江市

#### 市社
- 珠市社
- 越安市社

#### 县
- 洽和县
- 谅江县
- 陆南县
- 陆岸县
- 山洞县
- 新安县
- 安世县

### 北𣴓省

#### 省辖市
- 北𣴓市

#### 县
- 𠀧𣷭县
- 白通县
- 𢄂屯县
- 𢄂买县
- 那夷县
- 银山县
- 咟淰县

### 北宁省

#### 省辖市
- 北宁市
- 慈山市

#### 市社
- 桂武市社
- 顺成市社

#### 县
- 嘉平縣
- 良才县
- 仙游县
- 安丰县

### 槟椥省

#### 省辖市
- 檳椥市

#### 县
- 巴知县
- 平大县
- 周城县
- 則拉縣
- 墥簪县
- 㖼𦓿北县
- 㖼𦓿南县
- 盛富县

### 平阳省

#### 省辖市
- 土龍木市
- 𤅶葛市
- 以安市
- 新渊市
- 顺安市

#### 县
- 保邦县
- 北新渊县
- 油汀县
- 富教縣

### 平定省

#### 省辖市
- 歸仁市

#### 市社
- 安仁市社
- 怀仁市社

#### 县
- 安老县
- 懷恩縣
- 符吉縣
- 符美縣
- 西山縣
- 绥福县
- 耘耕縣
- 永盛县

### 平福省

#### 省辖市
- 同帥市

#### 市社
- 平隆市社
- 真诚市社
- 福隆市社

#### 县
- 布当县
- 蒲𧎛县
- 布亚摩县
- 同富县
- 汉广县
- 禄宁县
- 富盈县

### 平顺省

#### 省辖市
- 潘切市

#### 市社
- 罗夷市社

#### 县
- 北平縣
- 德靈縣
- 咸新縣
- 咸順北縣
- 咸順南縣
- 富贵县
- 性靈縣
- 綏豐縣

### 高平省

#### 省辖市
- 高平市

#### 县
- 保乐县
- 保林县
- 下琅县
- 河廣縣
- 和安县
- 原平县
- 广和县
- 石安县
- 重庆县

### 金瓯省

#### 省辖市
- 金瓯市

#### 县
- 丐渃县
- 登瑞县
- 南根縣
- 玉顯縣
- 富新县
- 太平县
- 陈文泰县
- 乌明县

### 多乐省

#### 省辖市
- 邦美蜀市

#### 市社
- 芃湖市社

#### 县
- 奔敦县
- 格昆县
- 格姆阿县
- 亚赫辽县
- 亚嘎县
- 亚苏县
- 克容阿纳县
- 克容崩县
- 克容布县
- 克容囊县
- 克容帕县
- 勒县
- 姆德拉县

### 得农省

#### 省辖市
- 嘉義市

#### 县
- 格桔縣
- 得格朗县
- 得明县
- 得热勒县
- 得双县
- 克容诺县
- 绥德县

### 奠边省

#### 省辖市
- 奠邊府市

#### 市社
- 芒莱市社

#### 县
- 奠边县
- 奠边东县
- 芒安县
- 孟查县
- 芒㖇县
- 南坡县
- 朵佐县
- 遵教县

### 同奈省

#### 省辖市
- 边和市
- 隆慶市

#### 县
- 锦美县
- 定贯县
- 隆城縣
- 仁泽县
- 新富县
- 统一县
- 壮奔县
- 永久县
- 春禄县

### 同塔省

#### 省辖市
- 高岭市
- 雄禦市
- 沙沥市

#### 县
- 高岭县
- 周城县
- 雄禦縣
- 来𡑵县
- 垃圩县
- 三农县
- 新雄县
- 清平县
- 塔梅縣

### 嘉莱省

#### 省辖市
- 波來古市

#### 市社
- 安溪市社
- 阿云巴市社

#### 县
- 諸巴縣
- 诸博容县
- 诸蒲县
- 诸色县
- 得都阿县
- 得婆县
- 德基县
- 亚格来县
- 亚巴县
- 克邦县
- 公则若县
- 克容巴县
- 芒杨县
- 富善县

### 河江省

#### 省辖市
- 河江市

#### 县
- 北迷县
- 北光县
- 同文县
- 黄树皮县
- 苗旺县
- 官坝县
- 光平縣
- 渭川县
- 箐门县
- 安铭县

### 河南省

#### 省辖市
- 府里市

#### 市社
- 维先市社
- 金榜市社

#### 县
- 平陆县
- 里仁县
- 青廉县

### 河静省

#### 省辖市
- 河靜市

#### 市社
- 鴻嶺市社
- 奇英市社

#### 县
- 干禄县
- 锦川县
- 德寿县
- 香溪县
- 香山县
- 奇英县
- 宜春县
- 石河县
- 雾光县

### 海阳省

#### 省辖市
- 海阳市
- 至靈市

#### 市社
- 荆门市社

#### 县
- 平江县
- 锦江县
- 嘉禄县
- 金城县
- 南策县
- 宁江县
- 青河县
- 青沔县
- 四岐县

### 后江省

#### 省辖市
- 渭清市
- 我𠤩市

#### 市社
- 隆美市社

#### 县
- 周城县
- 周城A縣
- 隆美县
- 凤合县
- 渭水县

### 和平省

#### 省辖市
- 和平市

#### 县
- 高峰縣
- 陀北县
- 金杯县
- 樂山縣
- 乐水县
- 良山县
- 枚州縣
- 新乐县
- 安水县

### 兴安省

#### 省辖市
- 興安市

#### 市社
- 美豪市社

#### 县
- 恩施县
- 快州县
- 金洞县
- 芙蕖县
- 仙侣县
- 文江县
- 文林县
- 安美县

### 庆和省

#### 省辖市
- 芽莊市
- 金蘭市

#### 市社
- 宁和市社

#### 县
- 柑林縣
- 延庆县
- 慶山縣
- 庆永县
- 长沙县（南沙群岛，争议领土）
- 万宁县

### 坚江省

#### 省辖市
- 迪石市
- 河仙市
- 富国市

#### 县
- 安边县
- 安明县
- 周城县
- 江城县
- 𡊤槤縣
- 塸槁縣
- 魂坦縣
- 坚海县
- 坚良县
- 新合县
- 乌明上县
- 永顺县

### 崑嵩省

#### 省辖市
- 崑嵩市

#### 县
- 得格雷县
- 得河县
- 得苏县
- 亞赫德雷縣
- 公伯隴縣
- 公瑞縣
- 玉回縣
- 沙泰縣
- 都莫龍縣

### 莱州省

#### 省辖市
- 莱州市

#### 县
- 芒齐县
- 南颜县
- 豐收縣
- 生胡县
- 三塘县
- 新渊县
- 申渊县

### 谅山省

#### 省辖市
- 谅山市

#### 县
- 北山县
- 平嘉县
- 高禄县
- 枝陵县
- 定立县
- 右陇县
- 禄平县
- 长定县
- 文朗县
- 文关县

### 老街省

#### 省辖市
- 老街市

#### 市社
- 沙垻市社

#### 县
- 保勝縣
- 保安县
- 垻洒縣
- 北河縣
- 猛康县
- 新马街县
- 文盤縣

### 林同省

#### 省辖市
- 大叻市
- 保禄市

#### 县
- 保林县
- 夷灵县
- 达怀县
- 丹龙县
- 单阳县
- 德重县
- 乐阳县
- 林河县

### 隆安省

#### 省辖市
- 新安市

#### 市社
- 建祥市社

#### 县
- 𤅶溧县
- 芹德縣
- 芹湥县
- 周城县
- 德和縣
- 德惠县
- 沐化縣
- 新兴县
- 新盛县
- 新柱县
- 盛化县
- 守承县
- 永兴县

### 南定省

#### 省辖市
- 南定市

#### 县
- 胶水县
- 海后县
- 南直县
- 义兴县
- 直宁县
- 务本县
- 春长县
- 懿安县

### 乂安省

#### 省辖市
- 荣市

#### 市社
- 黄梅市社
- 太和市社

#### 县
- 英山县
- 昆光县
- 演州县
- 都梁县
- 兴元县
- 祈山縣
- 南壇縣
- 宜禄县
- 义坛县
- 桂峰县
- 葵州县
- 葵合县
- 琼瑠县
- 新琦县
- 清漳县
- 襄阳县
- 安城县

### 宁平省

#### 省辖市
- 华闾市
- 三疊市

#### 县
- 嘉遠縣
- 金山县
- 儒關縣
- 安慶縣
- 安謨縣

### 宁顺省

#### 省辖市
- 潘郎-塔占市

#### 县
- 博爱县
- 宁海县
- 寧福縣
- 寧山縣
- 順北縣
- 順南縣

### 富寿省

#### 省辖市
- 越池市

#### 市社
- 富寿市社

#### 县
- 锦溪县
- 端雄县
- 夏和县
- 临洮县
- 扶宁县
- 三农县
- 新山县
- 青波县
- 清山县
- 清水县
- 安立县

### 富安省

#### 省辖市
- 綏和市

#### 市社
- 東和市社
- 虬江市社

#### 县（6）
- 同春县
- 富和縣
- 馨江縣
- 山和縣
- 西和县
- 绥安县

### 广平省

#### 省辖市
- 洞海市

#### 市社
- 巴屯市社

#### 县
- 布澤縣
- 麗水縣
- 明化縣
- 廣寧縣
- 廣澤縣
- 宣化县

### 广南省

#### 省辖市
- 三岐市
- 會安市

#### 市社
- 奠磐市社

#### 县
- 北茶眉县
- 濰川縣
- 大祿縣
- 東江縣
- 合德縣
- 南江县
- 南茶眉县
- 成山縣
- 富宁县
- 福山县
- 桂山縣
- 西江縣
- 升平縣
- 仙福縣

### 广义省

#### 省辖市
- 廣義市

#### 市社
- 德普市社

#### 县
- 波澌縣
- 平山县
- 理山县
- 明隆縣
- 慕德縣
- 义行县
- 山河縣
- 山西縣
- 山靜縣
- 茶蓬县
- 思義縣

### 广宁省

#### 省辖市
- 下龍市
- 锦普市
- 東潮市
- 芒街市
- 汪秘市

#### 市社
- 廣安市社

#### 县
- 巴扯县
- 平辽县
- 姑苏县
- 潭河县
- 海河县
- 先安县
- 雲屯縣

### 广治省

#### 省辖市
- 东河市

#### 市社
- 广治市社

#### 县
- 甘露县
- 昏果岛县
- 达克容县
- 由灵县
- 海陵县
- 向化县
- 肇豐縣
- 永靈縣

### 朔庄省

#### 省辖市
- 朔庄市

#### 市社
- 我𠄼市社
- 永州市社

#### 县
- 周城县
- 岣崂榕县
- 计册县
- 隆富县
- 美秀县
- 美川县
- 盛治县
- 镇夷县

### 山罗省

#### 省辖市
- 山羅市

#### 市社
- 木州市社

#### 县
- 北安县
- 枚山县
- 芒罗县
- 扶安县
- 瓊崖縣
- 马江县
- 数及县
- 顺州县
- 雲湖縣
- 安州县

### 西宁省

#### 省辖市
- 西宁市

#### 市社
- 和城市社
- 盏盘市社

#### 县
- 边求县
- 周城县
- 杨明珠县
- 鹅油县
- 新边县
- 新珠县

### 太平省

#### 省辖市
- 太平市

#### 县
- 东兴县
- 兴河县
- 建昌县
- 琼附县
- 太瑞县
- 钱海县
- 武舒縣

### 太原省

#### 省辖市
- 太原市
- 普安市
- 公河市

#### 县
- 大慈縣
- 定化县
- 洞喜縣
- 富平县
- 富良縣
- 武崖县

### 清化省

#### 省辖市
- 清化市
- 岑山市

#### 市社
- 扁山市社
- 宜山市社

#### 县
- 伯爍縣
- 錦水縣
- 河中县
- 厚祿縣
- 弘化縣
- 良政县
- 芒勒县
- 峨山县
- 玉勒县
- 如清县
- 如春县
- 農貢縣
- 關化縣
- 关山县
- 广昌县
- 石城县
- 紹化縣
- 壽春縣
- 常春县
- 肇山县
- 永祿縣
- 安定县

### 前江省

#### 省辖市
- 美湫市
- 鹅贡市

#### 市社
- 該禮市社

#### 县
- 丐𦨭县
- 该礼县
- 周城县
- 𢄂𥺊县
- 鹅贡东县
- 鹅贡西县
- 新富东县
- 新福县

### 茶荣省

#### 省辖市
- 茶榮市

#### 市社
- 沿海市社

#### 县
- 乾隆县
- 梂棋县
- 梂昂县
- 周城县
- 沿海县
- 小芹县
- 茶句县

### 宣光省

#### 省辖市
- 宣光市

#### 县
- 霑化县
- 咸安县
- 林平县
- 那𧯄县
- 山阳县
- 安山县

### 永隆省

#### 省辖市
- 永隆市

#### 市社
- 平明市社

#### 县
- 平新縣
- 龙湖县
- 斌沏县
- 三平县
- 茶温县
- 泳濂县

### 永福省

#### 省辖市
- 永安市
- 福安市

#### 县
- 平川县
- 立石县
- 泸江县
- 三阳县
- 三岛县
- 永祥县
- 安乐县

### 安沛省

#### 省辖市
- 安沛市

#### 市社
- 義路市社

#### 县
- 陸安縣
- 木江界縣
- 站奏縣
- 镇安县
- 文振县
- 文安县
- 安平县

## 参阅
- 越南行政区划
- 越南城市列表